# Гаркуша Ігор Євгенович
Гаркуша Ігор Євгенійович
1. ↑  Гаркуша Ігор Євгенійович. Вікіпедія (укр.). 27 листопада 2023. Процитовано 19 серпня 2025.